# 藤井千佳子
藤井 千佳子（ふじい ちかこ、1970年8月14日 - ）は、圭三プロダクション所属のフリーアナウンサー。東京都出身。

## プロフィール
血液型AB型、身長159cm。東京家政大学卒業、趣味はダイビング、資格は潜水士。
日産ミスフェアレディ
1996年オートバックス「オレンジメイツ」マスコットガール。

## 担当番組
TBSテレビ
- ニュース&ウェザーお天気キャスター
- 明日の天気ナレーション
- お天気診断
- 日本列島明日のお天気キャスター
- 森田さんの天気正月特番2000
- スーパーサッカーリポーター

テレビ朝日
- えびす温泉

東海テレビ
- アウトドアパラダイス
- 温泉グルメ探偵団

RKKテレビ（熊本）
- イエス・スポーツ
- RKK女子駅伝

FM愛知
- シュガーベル

CS
- ビジネス・ブレークスルー「超ビジネスマン」
- MONDO21「笑瓶の艶色クラブ」ナレーション

その他
- スポーツ報知「トレインジャーニー」リポーター